# 盛尔镇
盛尔镇（1925年—？），男，四川成都人，中国光学及光学工程专家，曾任北京光电研究所工程师、教授级高级工程师。